# Asilus misao
Asilus misao är en tvåvingeart som beskrevs av Macquart 1855. Asilus misao ingår i släktet Asilus och familjen rovflugor. Inga underarter finns listade i Catalogue of Life.